# شو جینگ (کماندار)
شو جینگ (انگلیسی: Xu Jing؛ زادهٔ ۶ سپتامبر ۱۹۹۰) کماندار اهل چین است.